# Esther Perel
Pour les articles homonymes, voir Perel.
Esther Perel née en 1958 à Anvers, en Belgique, est une psychothérapeute belgo-américaine . Reconnue pour son travail de psychologie interactionnelle novateur sur les relations humaines, elle a exploré l’apparente contradiction entre les besoins humains de sécurité (amour, appartenance, proximité) et de liberté (désir érotique, aventure, distance).
Son livre Mating in Captivity: Unlocking Erotic Intelligence (2006) est traduit en 24 langues. Elle y développe le concept d'intelligence érotique. À la suite de la publication de ce livre, elle est devenue conseillère internationale en matière de sexe et de relations. Elle est intervenue dans deux conférences TED, l'une en février 2013, "The secret to desire in a long-term relationship" et l'autre, en mars 2015, 'Rethinking infidelity ... a talk for anyone who has ever loved".
Perel accueille et anime le podcast anglophone Where Should We Begin? dans son cabinet lorsqu'elle reçoit des couples anonymes en recherche d'idées sur des sujets tels que l'infidélité, l'asexualité et la douleur.

## Enfance et formation
Perel est juive, fille de parents survivants de l'Holocauste d'origine polonaise. Elle naît à Louvain et grandit à Anvers, en Belgique, puis étudie à l'Université hébraïque de Jérusalem en Israël, et à l'Université Lesley, dans le Massachusetts. Grandissant parmi des survivants de l'Holocauste à Anvers, Belgique, elle distingue deux groupes : « ceux qui ne sont pas morts et ceux qui ont ressuscité ». Elle fait l'observation suivante : « ceux qui ne sont pas morts étaient des personnes qui vivaient ensemble sur le terrain, de manière grégaire, effrayés et peu confiants. Le monde était dangereux et le plaisir n'était tout simplement pas une option. Vous ne pouvez pas jouer, prendre de risques ou même être créatif lorsque vous ne disposez pas d'un minimum de sécurité, parce que vous avez besoin d'un niveau de conscience de vous pour être capables d'éprouver de l'excitation et du plaisir. Ceux qui ont ressuscité sont ceux qui ont compris que l'érotisme pouvait être un antidote à la mort ».

## Podcasts
Perel accueille deux podcasts : Where Should We Begin? et How's Work?
- Where Should We Begin? emmène les auditeurs et auditrices à l’intérieur du cabinet de Perel lorsqu'elle reçoit des couples en recherche d'idées sur divers sujets, de l'infidélité à l'asexualité et la douleur. Son format inédit combine des enregistrements en direct de sessions thérapeutiques, avec les réflexions de Perel sur ce qu'elle a entendu et les techniques qu'elle a essayé[10],[11]. Le New York-Times dit : « on dirait davantage le dénouement d'une histoire mystère que d'une émission de conseils relationnels »[12]. Parmi les couples, des couples hétérosexuels ainsi que des couples homosexuels. Le premier épisode a été diffusé sur Amazon Audible en mai 2017[13] et fut rendu accessible au public sur iTunes le 9 octobre 2017. En décembre 2019, trois saisons étaient sorties. Where Should We Begin ? a reçu un Gracie Awards (en) en 2018[14] et est à présent intégralement disponible sur Apple Podcasts.
- How's Work? est le deuxième podcast de Perel. Il suit un format semblable quant aux sessions de thérapie de couples que Where Should We Begin? - mais cette fois, les couples demandant conseil à Perel sont des cofondateurs et cofondatrices ou des collègues relevant les défis qui se jouent dans les relations professionnelles[15],[16]. Comme le dit un commentaire : « Le podcast vise à mettre la lumière sur les choses qui nous constituent en tant qu'individus et sur la manière avec laquelle ces choses se lient avec la vie sur le lieu de travail. Parce que, honnêtement, un grand nombre de personnes mènent leurs carrières et leurs relations professionnelles aussi chèrement et fermement que leurs relations amoureuses »[17]. How's Work ? a été créé par Gimlet Media, et est disponible en exclusivité sur Spotify[18]. L'émission a été diffusée pour la première fois en novembre 2019[19].

## Publications
- Mating in Captivity: Unlocking Erotic Intelligence (2006)
- L'intelligence érotique (2013)
- Je t'aime, je te trompe (2018)

## Distinction
- 2016 : Nommée dans la liste SuperSoul 100 des leaders visionnaires et influents d'Oprah Winfrey[20]